# American Buffalo (film)
American Buffalo è un film del 1996 diretto da Michael Corrente, con protagonisti Dustin Hoffman e Dennis Franz.

## Trama
Tre amici  pianificano di rubare l'american buffalo, una moneta da mezzo dollaro che potrebbe valere molto. Dopo molti disguidi il tutto si conclude con la rinuncia al colpo.

## Produzione
Il film è tratto dall'omonima opera teatrale del 1975 di David Mamet, autore anche della sceneggiatura.
Le riprese sono state girate a Pawtucket.